# Чемпіонат Європи з хокею із шайбою 1912
Чемпіонат Європи з хокею із шайбою 1912 — 3-й чемпіонат Європи з хокею із шайбою, який проходив у Австро-Угорщині з 2 по 4 лютого 1912 року. Матчі проходили у Празі.

## Результати
2 лютого
| Команда #1 | Результат | Команда #2 |
| ---------- | --------- | ---------- |
| Богемія    | 5:0       | Австрія    |

3 лютого
| Команда #1 | Результат | Команда #2 |
| ---------- | --------- | ---------- |
| Німеччина  | 4:1       | Австрія    |

4 лютого
| Команда #1 | Результат | Команда #2 |
| ---------- | --------- | ---------- |
| Богемія    | 2:2       | Німеччина  |

## Підсумкова таблиця
|           | М | В | Н | П | Ш   | Очк |
| --------- | - | - | - | - | --- | --- |
| Богемія   | 2 | 1 | 1 | 0 | 7:2 | 3   |
| Німеччина | 2 | 1 | 1 | 0 | 6:3 | 3   |
| Австрія   | 2 | 0 | 0 | 2 | 1:9 | 0   |

## Найкращі бомбардири
Ярослав Ярковський (Богемія) та Ланґе (Німеччина) по 3 голи
| Чемпіон Європи 1912 Богемія Перший титул |